# Stefano Celozzi
Stefano Celozzi (Günzburg, 2 november 1988) is een Duits betaald voetballer van Italiaanse afkomst die bij voorkeur in de verdediging speelt. Hij tekende in juli 2014 een tweejarig contract bij VfL Bochum. Dat lijfde hem transfervrij in nadat zijn contract bij Eintracht Frankfurt afliep.
Celozzi speelde vanaf 2005 in de jeugdopleiding van FC Bayern München, maar speelde daarvoor alleen met het tweede in de Regionalliga. In het seizoen 2007/08 behoorde hij wel tot de selectie van de hoofdmacht, maar maakte daarvoor nooit zijn debuut. Nadat hij in 2008 overstapte naar Karlsruher speelde hij daarmee wel zijn eerste wedstrijden in de Bundesliga. De club degradeerde dat jaar, maar Celozzi bleef behouden voor het hoogste niveau doordat Stuttgart hem in de zomerstop overnam.
Celozzi speelde wedstrijden voor Duitsland onder 16, onder 17 en onder 21.

## Cluboverzicht
| Seizoen  | Club                | Competitie | Wedstrijden | Doelpunten |
| -------- | ------------------- | ---------- | ----------- | ---------- |
| 2007-'08 | FC Bayern München   | Bundesliga | 0           | 0          |
| 2008-'09 | Karlsruher SC       | Bundesliga | 27          | 0          |
| 2009-'10 | VfB Stuttgart       | Bundesliga | 21          | 0          |
| 2010-'11 | VfB Stuttgart       | Bundesliga | 7           | 0          |
| 2011-'12 | VfB Stuttgart       | Bundesliga | 2           | 0          |
| 2012-'13 | Eintracht Frankfurt | Bundesliga | 27          | 0          |
| 2013-'14 | Eintracht Frankfurt | Bundesliga | 11          | 0          |